# Grafton Regis
Grafton Regis – wieś w Anglii, w hrabstwie Northamptonshire, w dystrykcie (unitary authority) West Northamptonshire. Leży 14 km na południe od miasta Northampton i 86 km na północny zachód od Londynu.